# اقتصاد أوغندا
أوغندا بما منحها الله من موارد كبيرة طبيعية، بما في ذلك الأراضي الخصبة الوفيرة، وهطول الأمطار العادية، والرواسب المعدنية، فإنه يعتقد أن أوغندا يمكن أن تغذي عدة دول في  أفريقيا إذا تمت زراعتها تجارياً. اقتصاد أوغندا لديه إمكانات كبيرة، ويبدو مستعداً لتحقيق النمو الاقتصادي السريع والتنمية.
بعد الاضطرابات التي شهدتها فترة عيدي أمين، بدأت الدولة برنامج الانتعاش الاقتصادي في عام 1981. ومنذ منتصف عام 1984 وما بعده، أدت السياسات المالية والنقدية المفرطة والاندلاع المتجدد للحرب الأهلية إلى انتكاسة في الأداء الاقتصادي.
نما الناتج المحلي الإجمالي بمتوسط 6.7٪ سنويًا خلال الفترة 1990-2015، في حين نما نصيب الفرد بنسبة 3.3٪ سنويًا خلال نفس الفترة. وخلال هذه الفترة، شهد الاقتصاد الأوغندي تحولًا اقتصاديًا حيث انخفضت حصة القيمة المضافة للزراعة في الناتج المحلي الإجمالي من 56٪ في عام 1990 إلى 24٪ في عام 2015 ؛ ونمت حصة الصناعة من 11٪ إلى 20٪؛ وارتفعت حصة الخدمات من 32٪ إلى 55٪.
احتلت أوغندا المركز 121 في مؤشر الابتكار العالمي عام 2023، متراجعة من المركز 102 عام 2019، إلا أنها حافظت على نفس المركز 121 في مؤشر عام 2024. 

## العملة
بدأت أوغندا في إصدار عملتها الخاصة الشيلينغ الأوغندي في عام 1966 من خلال بنك أوغندا.

## الزراعة
الزراعة في أوغندا
توفر المنتجات الزراعية جزءًا كبيرًا من عائدات أوغندا من النقد الأجنبي، أهم المحاصيل النقدية هي البن والشاي والقطن والتبغ والكاكاو. وتعد أوغندا ثاني أكبر منتج للبن في إفريقيا بعد إثيوبيا، وثاني أكبر للشاي في أفريقيا بعد كينيا. وتشمل المحاصيل الغذائية،  الموز، الكسافا، الذرة، الدخن، والسورغم.
الأساسية.
أنتجت أوغندا في عام 2018:
- 3.9 مليون طن من قصب السكر ؛
- 3.8 مليون طن من الموز (رابع أكبر منتج في العالم) ؛
- 2.9 مليون طن من الذرة ؛
- 2.6 مليون طن من الكسافا ؛
- 1.5 مليون طن من البطاطا الحلوة (سابع أكبر منتج في العالم) ؛
- 1.0 مليون طن من الفول ؛
- 1.0 مليون طن من الخضار ؛
- 532 ألف طن من الموز .
- 360000 طن من البصل .
- 298 ألف طن من السورغم .
- 260 ألف طن من الأرز ؛
- 245 ألف طن من بذور عباد الشمس ؛
- 242 ألف طن من الفول السوداني .
- 211 ألف طن من البن (عاشر أكبر منتج في العالم) ؛
- 209 آلاف طن من الدخن .

بالإضافة إلى الإنتاج أقل من المنتجات الزراعية الأخرى.

## التعدين والنفط

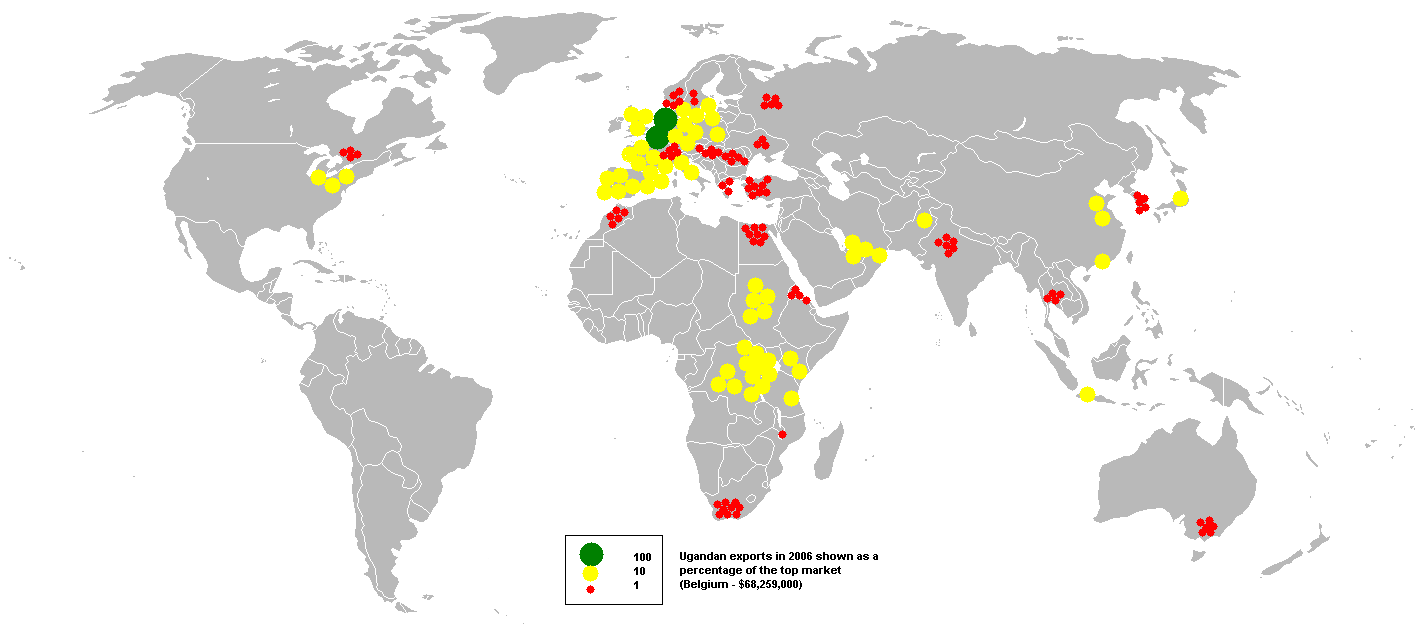
وجهات التصدير الأوغندية في عام 2006.

شهد قطاع التعدين في أوغندا، طفرة في الخمسينيات حيث شكلت 30 في المائة من صادرات البلاد. وثم بلغت 48 في المائة بين عامي 1995 و 1997. وأفاد البنك الدولي أن مساهمة القطاع في الناتج المحلي الإجمالي انخفضت من 6 في المائة خلال السبعينيات إلى أقل من 0.5 في المائة في عام 2010. ويرتكز قطاع  التعدين على استخراج الكوبالت والذهب والنحاس و خام الحديد، التنغستن والصلب و القصدير، ويُباع الحجر الجيري في الأسواق المحلية بينما يُعد الذهب والقصدير والتنغستن من الصادرات الرئيسية. وتمتلك أوغندا احتياطيات مؤكدة من النفط الخام تبلغ 6.5 مليار برميل. وبجسب صندوق النقد الدولي في عام 2013 فإن هذه الاحتياطيات هي رابع أكبر في أفريقيا جنوب الصحراء الكبرى.

## النقل

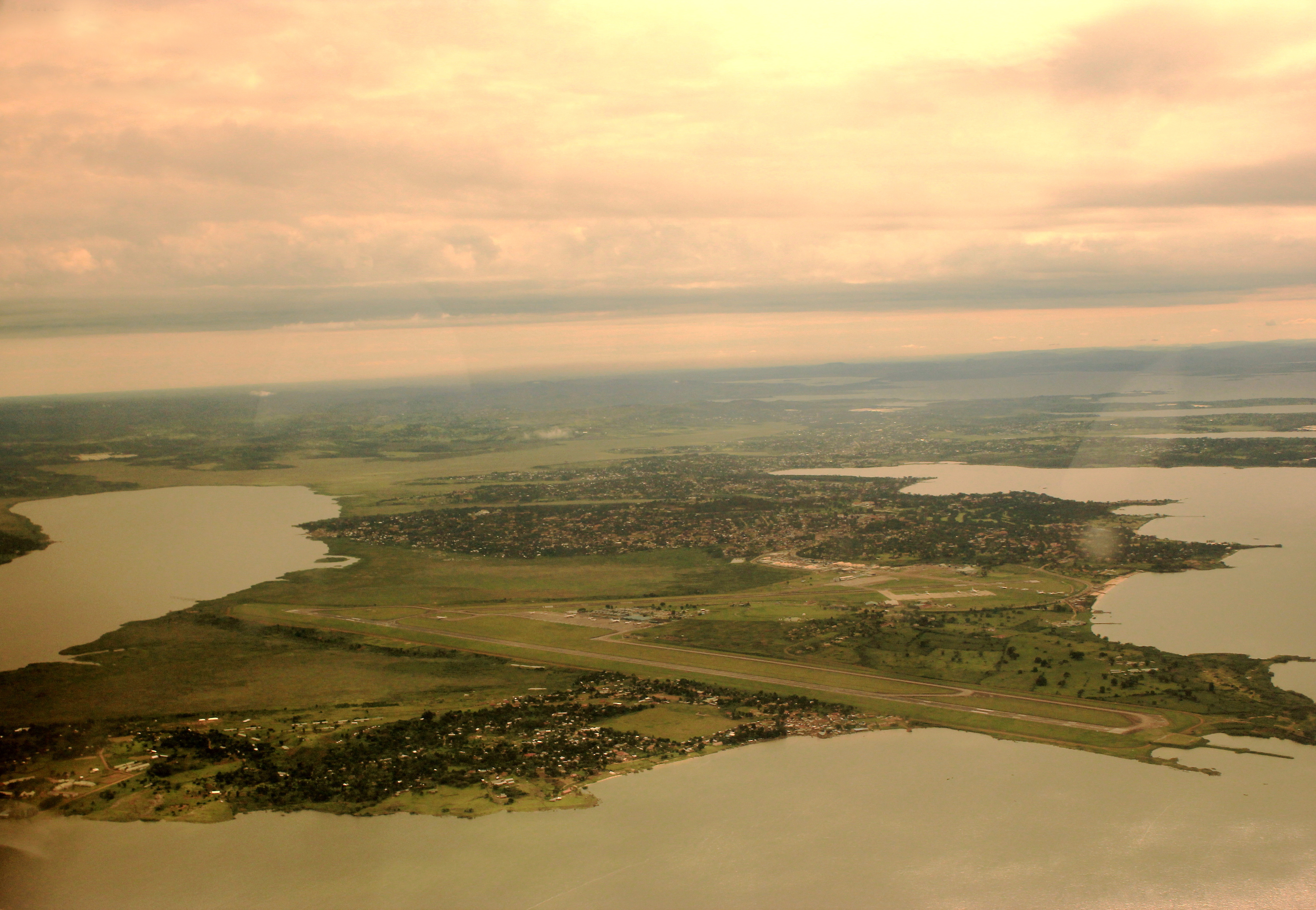
مدينة عنتيبي تقع على طول بحيرة فيكتوريا، أوغندا

اعتبارًا من عام 2017 ، كان لدى أوغندا حوالي 130,000 كيلومتر (80,778 ميل) من الطرق، مع ما يقرب من 5300 كيلومتر منها  معبدة. وتبدأ معظم الطرق المعبدة من كمبالا، عاصمة البلاد وأكبر مدنها. اعتبارًا من عام 2017، بلغ طول شبكة السكك الحديدية الأوغندية حوالي 1250 كيلومترًا (777 ميل). وحوالي 56 ٪ (700 كيلومتر) منها تعمل.
يوجد مطار دولي في عنتيبي على الشواطئ الشمالية لبحيرة فيكتوريا، على بعد حوالي 41 كيلومترًا (25 ميلًا) جنوب كمبالا. في يناير 2018، بدأت الحكومة الأوغندية في بناء مطار كابالي الدولي، في المنطقة الغربية من أوغندا. سيكون هذا المطار الدولي الثاني في أوغندا، والذي خطط له لتسهيل بناء مصفاة لتكرير النفط وتعزيز السياحة.

## الإصلاح الاقتصادي
منذ توليها السلطة في أوائل عام 1986، اتخذت حكومة موسيفيني خطوات مهمة نحو إعادة التأهيل الاقتصادي. ويجري إعادة بناء البنية التحتية للبلاد، ولا سيما أنظمة النقل والاتصالات التي دمرتها الحرب والإهمال. وتفاوضت أوغندا مع صندوق النقد الدولي والبنك الدولي في عام 1987. وبدأت أوغندا بعد ذلك في تنفيذ السياسات الاقتصادية لاستعادة استقرار الأسعار وتحسين استخدام القدرات، وإعادة تأهيل البنية التحتية، وتخصيص القطاع العام. ومنذ عام 1995، شهدت أوغندا نموًا اقتصاديًا سريعًا.

## إحصائيات
هذه أهم المؤاشرات الاقتصادية لأوغندا من قبل  صندوق النقد الدولي
| السنة                                         | 1980   | 1985   | 1990  | 1995  | 2000  | 2005   | 2006  | 2007  | 2008   | 2009  | 2010  | 2011  | 2012  | 2013  | 2014  | 2015  | 2016  | 2017  |
| --------------------------------------------- | ------ | ------ | ----- | ----- | ----- | ------ | ----- | ----- | ------ | ----- | ----- | ----- | ----- | ----- | ----- | ----- | ----- | ----- |
| الناتج الإجمالي (تعادل القوة الشرائية)        | 4.69   | 6.71   | 10.08 | 15.36 | 22.16 | 35.82  | 39.53 | 43.85 | 49.38  | 53.77 | 58.59 | 63.88 | 66.52 | 70.78 | 75.33 | 80.46 | 83.39 | 88.67 |
| نصيب الفرد (تعادل القوة الشرائية)             | 416    | 509    | 639   | 826   | 1,016 | 1,389  | 1,482 | 1,589 | 1,728  | 1,820 | 1,920 | 2,026 | 2,044 | 2,112 | 2,185 | 2,267 | 2,281 | 2,354 |
| النمو                                         | −3.9 % | −3.0 % | 6.5 % | 9.2 % | 3.9 % | 10.0 % | 7.0 % | 8.1 % | 10.4 % | 8.1 % | 7.7 % | 6.8 % | 2.2 % | 4.7 % | 4.6 % | 5.7 % | 2.3 % | 4.5 % |
| الدين الحكومي (نسبة مئوية من الناتج الإجمالي) | ...    | ...    | ...   | ...   | 63 %  | 55 %   | 36 %  | 22 %  | 20 %   | 19 %  | 22 %  | 23 %  | 25 %  | 28 %  | 31 %  | 33 %  | 37 %  | 39 %  |